# 櫻井政経
櫻井政経（さくらい まさのり、1955年 - ）は、日本の工学者。Ph.D.（テネシー工科大学）。専門は土木材料。元学校法人北海道櫻井産業学園理事長・元道都大学学長。北海道室蘭市出身
北海道札幌東高等学校卒業、日本大学理工学部土木工学科卒業。テネシー工科大学大学院で博士号（Ph.D.）取得。1981年道都大学美術学部助手。1982年道都大学美術学部建築学科講師。その後、道都大学短期大学部建設科助教授。同建設科教授。1992年道都大学短期大学部副学長。1996年道都大学副学長を兼任。1997年道都大学短期大学部学長。1998年道都大学短期大学部学長を退任。1998年道都大学学長。2007年学校法人北海道櫻井産業学園理事長に就任。2014年に理事長・学長を退任。道都大学美術学部教授。2017年星槎道都大学美術学部教授。星槎道都大学附属図書情報館長。2021年同定年退職。同名誉教授。
父は道都大学創設者である櫻井淳。

## 主要論文
- 『電子計算機による構造解析(その1) : 平面構造物の解析』（道都大学紀要 5号, 1982年）
- 『電子計算機による構造解析(その2) : 立体構造物の解析』（道都大学紀要 6号, 1983年）
- 『曲げと引っ張りを受ける薄い平板の解析』（道都大学短期大学部紀要 25号, 1991年）
- 『任意曲面シェルの解析』（道都大学短期大学部紀要 26号, 1992年）
- 『イベントドリブンによる任意形平面骨組解析プログラムの作成』（道都大学短期大学部紀要 31号, 1997年）